# کورین، سوریه
کورین (به عربی: کورین) یک منطقهٔ مسکونی در سوریه است که در ناحیه مرکزی اریحا واقع شده‌است. کورین ۵٬۴۸۸ نفر جمعیت دارد.